# Frederick G. Niedringhaus

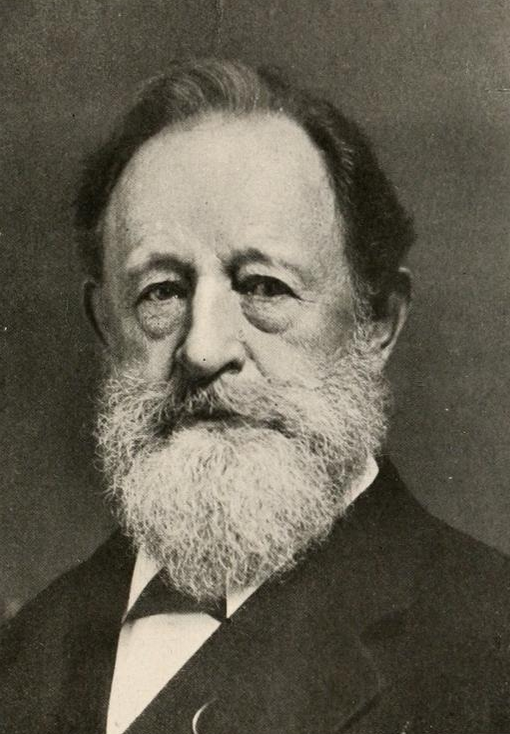
Frederick G. Niedringhaus

Frederick Gottlieb Niedringhaus (* 21. Oktober 1837 in Lübbecke, Preußen; † 25. November 1922 in St. Louis, Missouri) war ein US-amerikanischer Politiker deutscher Herkunft. Zwischen 1889 und 1891 vertrat er den Bundesstaat Missouri im US-Repräsentantenhaus.

## Werdegang
Der in der preußischen Provinz Westfalen geborene Frederick Niedringhaus war der Onkel des Kongressabgeordneten Henry F. Niedringhaus (1864–1941), der zwischen 1927 und 1933 ebenfalls für den Staat Missouri im US-Repräsentantenhaus saß. Er besuchte die öffentlichen Schulen seiner Heimat. Außerdem wurde er auf den Gebieten der Glasierung, Verzinnung und Malerei tätig. Im Jahr 1855 kam Niedringhaus in die Vereinigten Staaten, wo er sich in St. Louis niederließ. Seit 1862 befasste er sich mit dem Gravieren von Zinnwaren. Später wurde er ein erfolgreicher Geschäftsmann, der unter anderem Präsident der Firma Granite Realty & Investment Company war. Außerdem war er in leitenden Funktionen bei zahlreichen anderen Unternehmen in St. Louis tätig.
Politisch war Niedringhaus Mitglied der Republikanischen Partei. Bei den Kongresswahlen des Jahres 1888 wurde er im achten Wahlbezirk von Missouri in das US-Repräsentantenhaus in Washington, D.C. gewählt, wo er am 4. März 1889 die Nachfolge von John Joseph O’Neill antrat, den er bei der Wahl geschlagen hatte. Da er im Jahr 1890 auf eine erneute Kandidatur verzichtete, konnte er bis zum 3. März 1891 nur eine Legislaturperiode im Kongress absolvieren.
Nach seinem Ausscheiden aus dem US-Repräsentantenhaus nahm Frederick Niedringhaus seine früheren geschäftlichen Tätigkeiten in St. Louis wieder auf. Dort ist er am 25. November 1922 auch verstorben.